# Кічикір
Кічикі́р (рос. Кичикир, башк. Кесеҡор) — присілок у складі Янаульського району Башкортостану, Росія. Входить до складу Старокудашевської сільської ради.
Населення — 96 осіб (2010; 100 у 2002).
Національний склад:
- татари — 58 %
- башкири — 37 %